# Església parroquial de Sant Vicent Ferrer (Cortes d'Arenós)
L'església parroquial de Sant Vicent Ferrer, localitzada en la pedania de Sant Vicent de Pedrafita, en el municipi de Cortes d'Arenós, a la comarca de l'Alt Millars és un lloc de culte catalogat com Bé de rellevància local, segons la Disposició Addicional Cinquena de la Llei 5/2007, de 9 de febrer, de la Generalitat Valenciana, de modificació de la Llei 4/1998, d'11 de juny, del Patrimoni Cultural Valencià (DOCV Núm. 5.449 / 13/02/2007), amb codi identificatiu: 12.08.048-006.
Pertany a l'arxiprestat 14, conegut com de Sant Vicent Ferrer, amb seu a Llucena, del Bisbat de Sogorb-Castelló.

## Descripció històrica i artística
L'actual temple és producte de successives reformes, ampliacions i noves construccions que es van ser fent en Sant Vicent de Piedrahita, des que en la primera meitat del segle xvii s'aixequés la primera ermita sota l'advocació de Sant Vicent.
Gràcies a llegats de diversos veïns del lloc, s'anava aconseguint diners per a la realització de les obres necessàries tant per a la construcció de l'ermita com para el seu manteniment i culte. Això, unit a l'augment de la població que el lloc va experimentar durant el segle xviii, va fer necessari passar d'una ermita a la construcció d'una església, en l'últim terç del segle xviii, que avui dia encara es conserva. De fet, existeix documentació que testifica que el temple va començar a edificar-se al voltant de 1770, beneint-se el presbiteri i el creuer d'aquesta església el 27 d'abril de 1778. La benedicció de la nau i les capelles d'aquesta mateixa església es va realitzar el 27 de novembre de 1781. Els primers porxos de l'església daten de 1794. També es van realitzar, entre 1795 i 1796, els retaules de Sant Vicent, San Miguel i la Verge del Remei, realitzats per Christòfol Maurat. També es va realitzar, en el mateix any (a costa de les almoines dels pagesos) el retaule de Sant Antoni. Per la seva banda, el rector de la parròquia, Leandro Nebot, va pagar el retaule de Sant Leandro. A més es van fer les noves portes de les sagristies. Més tard es col·loquen en els retaules, en els llocs condicionats per a això, les imatges dels sants als quals estaven dedicats.
Per la seva banda, l'espadanya de l'ermita/església, rep la seva campana en 1795. A més el seu interior es decora i rep més imatges, gràcies entre altres coses a regals i donacions dels mateixos residents en la població, destaca per exemple el cas de la imatge de Nostra Senyora del Remei que va ser un present d'un matrimoni del lloc i que va tenir lloc a l'agost de 1796. D'aquesta manera, es va aconseguir culminar les obres decoratives en 1802, destacant a més la presència de diverses pintures murals, daurats…